# Petras Cvirka
Petras Cvirka (n. 12 martie 1909 - d. 2 mai 1947) a fost un prozator lituanian.
Prin scrierile sale, a criticat societatea burgheză, 
războiul și instituția clericală.

## Opera
- 1928: Prima mesă ("Pirmosios mišios");
- 1934: Frank Kruk sau inhimarea lui Pranas Krukelis ("Frank Kruk arba graborius Pranas Krukelis");
- 1935: Pământul care hrănește ("Žemė maitintoja");
- 1936: Meșteșugarul și fiii săi ("Meisteris ir sūnūs");
- 1938: Povestiri obișnuite ("Kasdienės istorijos");
- 1942: Mâna care pedepsește ("Bausmės ranka");
- 1947: Sămânța fraternității ("Brolybės sėkla").